# Rosario kommun, Chihuahua
Rosario är en kommun i Mexiko.   Den ligger i delstaten Chihuahua, i den nordvästra delen av landet, 1 100 km nordväst om huvudstaden Mexico City. Antalet invånare är 2 082. Arean är 1 786 kvadratkilometer.
Terrängen i Rosario är huvudsakligen kuperad, men västerut är den bergig.
Följande samhällen finns i Rosario:
- Valle del Rosario
- Agua Caliente